# 노다메 칸타빌레의 등장인물 목록
본 문서는 노다메 칸타빌레의 등장인물의 목록이다. 인물에 대한 설명은 만화책을 기준으로 하고, 드라마에서 달라진 부분은 드라마에 나온 내용이라고 언급하였다.

## 주인공

### 노다 메구미
연기 - 우에노 주리/유년시절:모리사코 에이, 성우 - 카와스미 아야코 / 윤여진
본 작품의 주인공. 1화에서 모모카오카 음악대 피아노과 2학년이다. 1981년 9월 10일 태어나, 처녀자리, B형, 신장은 162cm이다. 별명은 노다 메구미를 줄인 '노다메'(のだめ)로, 스스로도 이 이름을 사용하고 있다.
밝고 붙임성이 있지만, 너무 자유분방한 성격이여서 덜렁대고 야무지지 못한 점이 있다. "꺄오"와 같은 이상한 괴성을 자주 지르며, 방은 정리하지 않아 쓰레기장이다. 괴짜이지만, 상냥하고 순진한 면도 있다. 만화와 애니메이션을 좋아하고, 일본의 국민적 인기 애니메이션 프리고로타의 팬이다.
청음이 매우 좋고, 한 번 들은 곡은 상당히 난해한 곡일지라도 곧잘 연주한다. 심지어는 자기가 스스로 즉흥으로 연주와 동시에 작곡해 버릴 정도이지만, 악보를 읽는 것은 서툴다. 애초 장래희망은 유치원 선생님이었지만, 치아키를 만나 그를 따라잡고 싶다는 생각으로 피아니스트의 꿈을 키운다. 치아키와 함께 유학을 갈 수 있는 기회가 될 마라도나 피아노 콩쿠르에서 입상을 하지 못해 낙담하여 귀향하지만, 인상적인 연주 덕분에 심사위원인 오클레르의 추천으로 파리의 음악원인 파리국립고등음악무용원에 유학하게 되며, 이후 계속하여 오클레르의 지도를 받는다.
파리 유학 후에는 오클레르의 추천으로 리사이틀을 가졌으며, 이후 살롱 콘서트를 하는 등 연주 활동도 서서히 시작한다. 이 과정에서 치아키와 본격적으로 사귀게 된다. 그러나 자신의 사랑을 가볍게 여기는 치아키의 태도에 점점 실망하고 급기야는 치아키 대신 슈트레제만과의 피아노 협주곡을 준비중이다.
노다 메구미는 동명의 실존 인물을 모델로 하여 만든 캐릭터이다. 작가는 지저분한 방에서 피아노를 치는 사진을 보고 영감을 받았다고 한다. 실제로 각 권의 크레딧에 감사하는 사람들 목록에는 "진짜 노다메"가 자주 등장한다.

### 치아키 신이치
연기 - 타마키 히로시, 성우 - 세키 토모카즈/유년시절:사와시로 미유키 / 송준석
본 작품의 또 다른 주인공. 1권에서는 노다메와 같은 음대의 피아노과 3학년으로 등장한다.
자기 중심적이며 프라이드가 강하고 냉담하다. 지독한 완벽주의자이며 자신의 주장을 끝까지 관철시키려하는 면이 있다. 하지만 남을 잘 챙겨주는 면모도 있어서 노다메를 비롯한 여러 사람들의 뒤치다꺼리를 곧잘 해준다. 아버지는 일류 피아니스트 치아키 마사유키이며 어머니는 재력가 집안에서 태어나 음대생들의 유학비를 대주는 등 후원을 한다. 부모님은 치아키가 어렸을 때 이혼하여 치아키는 줄곧 어머니와 살았다. 아버지는 가족에 대해 냉담한 사람이었는데, 이 때문에 치아키는 어른이 된 지금까지도 아버지에 대해 콤플렉스를 가지고 있다. 영어와 독일어, 프랑스어를 완벽하게 구사하며, 피아노와 바이올린 실력은 수준급이다. 외모도 준수하여 대학에서 “치아키 님”이라고 부르는 여성 팬들이 많았다.
어릴 때 사사를 받은 유명 지휘자 비에라를 동경하며 지휘자를 꿈꾸나 어렸을 때 겪은 비행기 동체착륙 사고의 트라우마 때문에 해외로 나가지 못해 좌절한다. 그러나 일본 모모가오카 음대에 온 세계적인 지휘자 프란츠 폰 슈트레제만의 눈에 들어 사사를 받고 교내의 'S 오케스트라'의 지휘자가 되고 음대 졸업후에는 외부에서 젊은 음대생들을 주축으로 한 '라이징 스타 오케스트라'를 창설하는 등 국내에서 열심히 노력한다. 이러한 모습을 안타깝게 여긴 노다메의 도움으로 치아키는 예전의 모습을 극복하고 다시 비행기를 탈 수 있게 된다. 파리로 옮겨간 후에는 플라티니 지휘자 콩쿨에서 우승하는 쾌거를 이루고 그 후에 파리의 전통있는 오케스트라 '루 마를레(루 말레) 오케스트라'의 상임 지휘자가 된다.

## 지휘자와 그 관계자
프란츠 폰 슈트레제만
연기 - 타케나카 나오토, 성우 - 오가와 신지/장광
1932년 출생으로, 작품 내에서 세계적인 지휘자이자 치아키의 스승이다. 비에라와의 라이벌 의식이 굉장하다.
젊은 시절에는 훗날 치아키가 맡게 되는 루 마를레 오케스트라의 상임 지휘자로, 자신의 음대 동급생이자 훗날 유명한 바이올리니스트가 되는 카이 둔과 함께 활동한다. 하지만 음악 외적인 면에서는 향락을 즐겨 틈나는 대로 '원 모어 키스'(One More Kiss)라는 술집을 드나드는가 하면, 성추행 사건에 자주 연루된다.
작품 초기에는 역시 자신의 음대 동급생이자, 모모가오카 음대의 이사장 미나코의 부탁으로 모모가오카에 와서 학생들을 가르치게 된다. 이때 매니저인 엘리제 몰래 온 것이기 때문에, 밀히 홀스타인(독일어: Milch Holstein, 독일어로 Milch는 우유, Holstein은 네덜란드 원산의 젖소다.)이라는 수상한 가명을 사용한다. 학교에서 'S 오케스트라'를 조직하는데, 이 과정에서 노다메와 친해지게 되며, 치아키를 자신의 제자로 삼는다.
이후 치아키가 유학을 떠나도록 독려하는 것은 물론, 치아키의 지휘자 콩쿨 우승 후에는 치아키를 자신의 연주 여행에 대동하며, 데뷔 공연도 열게 해 준다. 이후 치아키에게 노다메와의 관계를 확실히 하라고 하여 결국 치아키가 노다메와 본격적인 연인 관계에 이르는 데 도움을 준다. 이후 치아키와 피아노 콘체르토를 하지 못해 상심한 노다메와 협연을 하게 된다.
잦은 일본 출장으로 일본어를 능숙하게 구사할 수 있다.

## S오케 관계자
미네 류타로
연기 - 에이타, 성우 - 카와다 신지, 김기흥
노다메, 치아키와 같은 모모가오카 음대생으로 전공은 바이올린이다. 치아키와 동갑이지만 성적 부진으로 1년 유급되어 노다메와 같은 학년이다.
어렸을 때 콩쿠르에서 3위를 기록한 유망주였던 미네는 이후 록 음악에 흥미를 느껴 전자 바이올린에 전념한다. 그러나 치아키와의 연주 이후 영감을 얻어 클래식으로의 전향을 선언한다. 슈트레제만이 조직한 'S 오케스트라'의 콘서트마스터로 선발되어 활동한다. 이후 'R☆S 오케스트라'에도 참여하였으며(오케스트라의 이름을 지은 장본인이 미네이다), 콘서트미스트레스인 미키 키요라의 바이올린에 반하여 그의 애인이 된다.
학교를 졸업한 이후에는 아버지의 음식점을 도와주면서 'R☆S 오케스트라'를 계속한다. 이후 키요라의 국제 바이올린 콩쿠르를 응원하고자 몰래 파리로 들어와 노다메, 치아키, 키요라와 재회한다.
일본편에서는 노다메, 치아키, 마스미와 함께 자주 어울리는 무리로 등장하며, 오케스트라를 할 때에도 전체적인 분위기를 주도하는 인물로 나온다.
오쿠야마 마스미
연기 - 코이데 케이스케, 성우 - 후지타 요시노리, 안용욱
노다메, 치아키와 같은 모모가모카 음대생으로 팀파니를 전공하고 있다. 동성애적 성향을 가진 남자로 나온다. 풍성하고 둥근 머리와 콧수염을 특징으로 하고 있다.
처음 음대에 들어왔을 때 무거운 타악기를 들고 있던 자신을 도와준 치아키에게 반해 이후 치아키를 '치아키 님'이라 부르며 동경하는 한편, 치아키를 따르는 여자들(노다메 포함)과 동성애적인 남자들을 제거하는 데 집중한다.
이후 'S 오케스트라'와 'R☆S 오케스트라'에 참여하면서 노다메, 치아키와 친해진다. 졸업 후에는 프로 오케스트라의 단원이 된다. 노다메, 치아키가 유학간 이후로는 노다메와 채팅, 메일 등으로 이야기를 주고 받는 사이로 관계를 이어간다.
마스미 역시 코믹한 캐릭터이지만, 음악에 대한 열정만큼은 대단한 인물로, 니나 룻트 음악제나 오케스트라에서도 성실한 연주를 보이며, 동년배들 중에서 드물게 프로 오케스트라의 멤버가 된다.

## R☆S (라이징 스타) 오케스트라
미키 키요라
연기 - 미즈카와 아사미, 성우 - 코바야시 사나에, 홍소영
바이올린 전공 학생으로, 세계적인 바이올리니스트 카이 둔의 제자이다. 원래는 빈에 있는 음대를 다녔으나, 카이 둔이 모모가오카 음대 대학원으로 오면서 따라오게 된다. 니나 룻트 음악제에 참가하여 오케스트라의 콘서트미스트레스로 활약한다. 이 과정에서 치아키를 알게 되었으며, 이후 치아키와 함께 'R☆S 오케스트라'를 조직하며, 여기서도 콘서트미스트레스가 된다. 드라마에서는 니나 룻트 음악제의 과정이 없기 때문에, 키요라가 A 오케스트라의 콘서트미스트레스를 하다가 치아키와 R☆S를 조직한 것으로 되어 있다.
R☆S 활동 도중에 미네와 연인이 되어, 빈으로 돌아간 뒤에도 편지를 꾸준히 교환한다. R☆S의 콘서트마스터 자리는 외국의 콩쿠르에서 입상한 타카하시에게 넘겨주었지만, 그보다 더 뛰어난 경력을 쌓기 위해 노력하고, 결국 칸토나 국제 콩쿠르에서 3위에 입상하는 데 성공한다. 이때 미네와 2년 만에 재회하였으며, 함께 일본으로 돌아간다.
쿠로키 야스노리
연기 - 후쿠시 세이지, 성우 - 마츠카제 마사야, 신용우
오보에 전공 학생으로, '무사'라는 별명을 가지고 있다. 프랑스 유학생이 되어서는 '야스'라는 별명으로도 불린다. R☆S 오케스트라를 조직하는 과정에서 치아키와 알게 되었다. 이때 치아키를 응원하러온 노다메를 보고 사랑에 빠지게 되나, 치아키에 대한 노다메의 일편단심을 확인하고 포기한다. 그러나 이로 인해 마음이 흔들려 콩쿠르에서 큰 실수를 범하고 만다. 하지만 R☆S의 공연에서는 훌륭한 솔로 연주를 해낸다.
이후 파리로 유학을 가게 되는데, 노다메와 재회하게 되는 것은 물론, 노다메와 치아키가 살고 있는 아파트에서 함께 살게 된다. 이후 치아키가 루 마를레 오케스트라의 상임 지휘자가 된 후 그의 권유를 받아 루 마를레의 오보에 주자가 된다. 같은 아파트에서 살고 있는 러시아인 유학생 타냐와는 묘한 관계에 있다. 처음에 타냐는 쿠로키가 칙칙하다고 폄하하였으나, 마를레의 오디션에서 쿠로키의 반주를 해 주는 등 점점 서로의 마음을 발전시키는 상태가 된다.
키쿠치 토오루
연기 - 무카이 오사무
첼로 전공 학생으로, 뛰어난 실력을 가지고 있다. 짧은 스포츠머리와 안경이 매력포인트로 심각한 바람둥이이다.
타카하시 노리유키
바이올린 전공 학생으로, 파리 유학생이었다가 뷧폰 국제 콩쿨에서 3위를 하고 돌아와 키요라를 내쫓고 콘서트마스터 자리를 차지한 전설적인 인물이다. 뛰어난 외모 덕에 연예계로 가라는 말도 있었지만 라이징 스타 오케스트라 초연을 본 친구의 추천을 받아 구경왔다가 감동해서 라이징 스타 오케스트라에 들어왔다. 동성애자의 기질이 보이는 인물로 치아키를 노리지만 마스미한테는 상대가 안된다.

## 파리 유학생

### 프랑크 랑투안
노다메, 치아키와 같은 아파트에 사는 학생으로 노다메와 콩세르바투아르 피아노과 동급생이다. 콩세르바투아르 입학시험 과정에서 노다메와 친해졌다. 노다메가 좋아하는 프리고로타를 좋아하며, 노다메는 그가 소장한 프리고로타 DVD를 통해 프랑스어를 배운다. 노다메와 함께 일본 애니메이션을 즐기는 좋은 친구이다.
샤를르 오클레르에게 배우고 싶어 콩세르바투아르에 진학했지만, 오클레르에게 배우지는 못한다. 노다메와는 달리 악보를 잘 읽고 주로 실내악의 반주를 많이 하고 있다.

### 타티야나 비시뇨바
일명 '타냐'로, 러시아 유학생이다. 노다메, 치아키와 같은 아파트에 사는 콩세르바투아르 학생으로 노다메보다 한 학년 위이다. 러시아를 싫어하며, 17살 때부터 파리에 와서 유학을 하였다. 그러나 피아노 실력은 뛰어나지 못하고, 대신 좋은 남자를 만나 데이트할 궁리를 주로 하고 있다. 자극적인 패션과 화장을 즐긴다.
쿠로키가 파리에 온 이후에도 쿠로키에 크게 관심을 보이지 않다가, 쿠로키의 마를레 오케스트라 반주를 해주는 등으로 인해 사이가 좁아져 키스까지 성공하였다. 이후 미모에서도, 피아노에서도 급성장하여, 졸업을 앞두고 마지막으로 칸토나 콩쿠르에 도전하였다. 그러나 2차 예선에서 탈락하고, 졸업과 동시에 러시아로 귀국해야하는 위기의 상황에 놓여 있다.

### 손 루이
미국 태생의 중국인으로, 어렸을 때부터 연주 활동을 벌인 유명한 젊은 피아니스트로, 노다메, 치아키와 같은 또래이다. 노다메가 하고 싶었던 치아키와의 콘체르토를 한 후(치아키가 슈트레제만의 대타로 출연한 공연에서의 일), 치아키에게 호감을 가진다. 이 일 이후로 노다메는 루이에게 라이벌 의식을 갖게 된다.
어렸을 때부터 어머니가 매니저와 같은 역할을 하고 있지만, 루이는 이를 부담스러워하여 자유로워지기 위해 콩세르바투아르로 유학을 떠난다. 여기서 오클레르의 수업을 받고자 하나 오클레르는 이미 노다메를 지도하고 있기 때문에 제자가 되지 못한다. 그러나 끈질긴 요청으로 방과 후에 지도를 받게 되지만, 오클레르의 관심을 끌지는 못한다.
루이가 파리에 유학을 떠난 이후에도 루이의 어머니는 루이를 위한 공연자리를 물색한다. 그러던 중 루이는 치아키와 다시 한번 피아노 콘체르토를 할 기회를 잡게 되며, 이후로 다시 치아키에게 접근하고 있다. 이 일로 인해 크게 실망한 노다메는 슈트레제만과 콘체르토를 하기로 결심한다.

### 리 윤롱
중국 유학생으로, 아파트에서 유일하게 콩세르바투아르 학생이 아니고 에꼴 노르마르 음대 학생이다. 프랑크 랑투안도 1학년 때는 에꼴 노르마르였다. 신경질적인 성격을 가지고 있으며 소심하다. 칸토나 콩쿠르에서 탈락하고 귀국한다.